# Half-Life: Alyx
A Half-Life: Alyx egy 2020-ban kiadott belső nézetes VR-játék. Fejlesztője és kiadója a Valve. Története időrendileg a Half-life sorozat első és második részének eseményei között zajlik. Benne a játékos Alyx Vance-t alakítja, aki igyekszik megszerezni a Combine szuperfegyverét. Játéktechnikai újdonsága a tárgyak mozgatására használható gravitációs kesztyű, ami hasonló a Half-Life 2 gravitációs fegyveréhez. Játékmechanikája a Half-Life sztenderd elemeiből (fizikai rejtvények, harc, felfedezés, túlélőhorror) építkezik. Grafikus motorja a Source 2.
A 2007-es Episode Two után a sorozathoz újabb rész vagy kiegészítő nem jelent meg, bár voltak cégen belüli fejlesztések. A Valve 2015 körül kezdett el kísérletezni a virtuális valósággal, felismerve a piaci űrt. Első VR-játékuk (The Lab, 2016) tapasztalataira építve több sorozatukat – köztük a Portalt – is megpróbálták átültetni az új környezetbe: végül a Half-Life-ot találták leginkább odavalónak. Az Alyx fejlesztése 2016-ban indult a cég történetének addigi legnagyobb fejlesztői gárdájával. Kiadását eredetileg a Valve Index VR-szemüveg 2019-es megjelenésére időzítették, de utóbb a történet átírása és ezzel a későbbi kiadás mellett döntöttek.
A játék végül 2020 márciusában jelent meg Windowsra, 2020 májusában pedig Linuxra. Játszható a legtöbb PC-kompatibilis VR-szemüveggel. Grafikája, szinkronja, története és hangulata kritikailag dicsért. A virtuális valóság első közönségvonzó alkalmazásának (angolul: killer app) tartják.

## Játék
A játék Gordon Freeman visszatérése előttre kerül sor a Half-Life 2-ben. A játékosok irányítják Freeman társát/szövetségesét, Alyx Vance-t, amikor ő és édesapja, Eli Vance küzdenek a Combine ellen, egy idegen birodalom ellen, amely meghódította a Földet. David Speyrer tervező szerint az Alyx nem epizodikus játék vagy melléktörténet, hanem "a Half-Life sztori következő része", körülbelül ugyanolyan hosszú, mint a Half-Life 2.  A játékosok a VR használatával beszerzik a kellékeket, interfészeket, tárgyakat dobnak és harcolnak. A Half-Life 2 gravitációs fegyveréhez hasonlóan a gravitációs kesztyűk lehetővé teszik a játékosok számára a gravitáció manipulálását. Vannak olyan hagyományos Half-Life elemek, mint a felfedezés, a rejtvények, a harcok és a történetek. Minden fegyver használható egy kézzel, mivel a Valve azt akarta, hogy a játékosok mindig szabad kezet kapjanak a világgal való interakcióhoz. Noha a játék elsősorban első személyű lövöldözős játék, a túlélési horror műfajának elemeit adja hozzá, mivel az egészség és a lőszer ritkább, és meglepő ijesztő találkozásokat is tartalmaz.
Mint minden első személyű lövő esetében, a játékos is képes mozgatni Alyxet egy szint felett. Ez VR szobaméret-támogatással tehető meg, ha a játékosnak elegendő helye van, és fizikailag mozog az Alyx játék közbeni mozgatásához. Alternatív megoldásként a játékos választhatja az analóg botok használatát a VR vezérlőkön Alyx mozgatásához (ez a módszer a legtöbb videojátékhoz tartozik), és egy "teleportálási" módszert használ, ahol a játékos a játékon belül oda mutat, ahová mozogni akar, és a Alyx odaugrik. A teleportálás lehetősége esetén a játék még mindig szimulálja a mozgást, annak ellenére, hogy a cselekvés azonnal megjelenik, és Alyx meghalhat, ha megtámadják vagy túl nagy magasságból mozogna.

## Cselekmény
Alyx öt évvel a Half-Life 2 eseményei előtt zajlik. A Földet az idegen Combine hódította meg, akik brutális rendőrállamot hajtottak végre. A 17. városban tizenkilenc éves Alyx (Ozioma Akagha) és édesapja, Dr. Eli Vance egy ellenállási mozgalom tagjai. Miután a Combine elfogta őket, Russell (Rhys Darby) ellenállási tag megmenti Alyxet, és figyelmezteti, hogy Eli-t kihallgatásra a Nova Prospektbe szállítják. Az Eli-t szállító vonat elfogása érdekében Alyx a karantén zónába merül, amely a 17-es város belsejében élősködő idegen élettel szennyezett terület. Útközben találkozik egy különc Vortigaunttal (Tony Todd), aki Alyxt kéri, hogy mentse meg a Vortigaunt szövetségesét, és előre látja, hogy Eli meghal.
Alyx kisiklatja a rabszállító vonatot és a Vortigaunt megmenti Eli-t a roncsok közül. Eli figyelmezteti Alyxet, hogy megtudta, hogy a Combine egy szuperfegyvert tárol a karantén zónában egy hatalmas "Vault" -ban, miközben őrizetben volt. Utasítja Alyx-et, hogy keresse meg a széfet és lopja el annak tartalmát, mielőtt a Combine biztonságosabb helyre szállíthatja. Átmegy a karantén zónáján, különféle fajokkal rendelkező Xen idegenekkel és Combine katonákkal küzdve a Vault felé. Alyx képes leállítani egy erőművet, amely a Vaultot felszínen tartja az égen. Felfedezi, hogy minden állomás tartalmaz egy rabszolgatartó Vortigaunt, aki kénytelen energiáját a Vaultba irányítani. Alyx által megmentett Vortigaunt azt ígéri, hogy ő és fajtársai lebontják a megmaradt erőműveket.
Eli kapcsolatba lép Alyx-el és figyelmezteti, hogy a Vault nem tartalmaz fegyvert; ehelyett egy börtön volt, amelyet egy lakótelep köré építettek, hogy tartalmazzon valamit, amelyet a Combine felfedezett. A Vault ezután szélsőséges elszigetelő intézkedésként lebegett a kihalt zónában. Alyx továbbáll, azzal érvelve, hogy bármi, ami a Vaultban van, segíthet nekik harcolni a Combine ellen. Amikor közelebb került a Vaulthoz, Alyx meghall egy tudóst (Kim Dickens), aki azt sugallja a Combine feletteseinek, hogy a Vault tartalmaz egy túlélőt a Black Mesai incidensből. Feltételezve, hogy ez a túlélő Gordon Freeman, Alyx célja hogy megmentse Gordon Freeman-t. Majd sikeresen megoldja, hogy a Földre zuhanjon a Vault.
A Vaultba szállva megtalálja a szürreális állapotban felfüggesztett lakótelepeket, amely köré épült; hálószobák, konyhák és nappalik helyezkednek el egymássra. A fizikai jelenségek áthatják az egész épületet, látszólag a tér-idő zavarának hatása alatt. Alyx a Vault szürreális tartalmain keresztül navigál, és egy fejlett börtöncellát fedez fel a központjában. Kinyitja, és arra számít, hogy megtalálja Freemant. Ehelyett azonban kiadja a titokzatos G-Man-t (Michael Shapiro), kivonva önmagát és Alyxet a Vaultból. 
Jutalomként a G-Man felajánlja szolgáltatásait Alyxnak. Azt kéri, hogy távolítsa el a Combinet a Földről, de G-Man hangsúlyozza, hogy ez a kérés ellentmondana "munkáltatóinak" érdekeivel. Ehelyett átviszi tudatát a jövőbe, és lehetőséget kínál neki, hogy megváltoztassa Eli halálának kimenetelét a Combine tanácsadó keze alatt a Half-Life 2: Episode Two végén. Alyx eleget tesz, "megölik" őt, pontosabban kivonják az egész időszámításból/univerzumból, és megmenti az apját. G-Man tájékoztatja Alyxet, hogy bebizonyította, hogy képes Freeman helyettesítésére, akivel G-Man elégedetlenné vált, mert nem hajlandó / képtelen végrehajtani az adott küldetését. G-Man ekkor csapdába ejti Alyxet és távozik. 
A Half-Life 2: Episode 2 Combine szuperportál megsemmisítése után játszott utólagos jelenetben Gordon magához tér az Ellenállás Fehérerdő-bázisán. Eli él és a tanácsadó meghalt, de Alyx hiányzik. Alyx házi robotja, a "Dog" (Kutya), Gordon feszítővasával érkezik a helyszínre. Eli rájön, mi történt Alyx-el, és kinyilvánítja szándékát, hogy megöli G-man-t, és átadja a feszítővasat Gordonnak. G-Man távolról figyeli a reakciót, majd elsétál.

## Háttér
előző Half-Life játékát, a Half-Life 2: Episode Two-t 2007-ben adták ki, és  feszült hangulatban végződött. A Harmadik epizódot 2008-ra tervezték, de késett, mivel terjedelme bővült. A Valve végül felhagyott az epizód fejlesztéssel.
A Half-Life további projektjeinek számos sikertelen kísérlete után a Valve úgy döntött, hogy új játékot indít, mielőtt elkészítené új game enginét, a Source 2-t, mivel a Half-Life 2 (2004) és az eredeti Source motor fejlesztése egyszerre okozott problémákat. 
Az Alyx bejelentése előtt három kulcsfontosságú Half-Life író, Marc Laidlaw, Erik Wolpaw és Chet Faliszek távozott a Valve-ból; az újságírók ezt a Valve támogatásával ketten jelezték, hogy az új Half-Life játékok már nincsenek fejlesztés alatt. Robin Walker tervező az előrehaladás hiányát a Valve lapos vezetési struktúrájának okolta, amelyben az alkalmazottak döntötték el, mit dolgoznak magukon. Walker szerint a csapat végül úgy döntött, hogy "mindannyian boldogabbak lennénk, ha nagy dolgon dolgoznánk, még akkor is, ha nem éppen azon akarunk dolgozni". 
2015-ben a Valve együttműködött a HTC elektronikai céggel HTC Vive, egy 2016-ban kiadott virtuális valóság [VR] fejhallgató kifejlesztésében.  A Valve kísérletezett a VR játékokkal, és 2016-ban kiadta a The Lab-ot, a VR minijátékok gyűjteményét.  A Valve felismerte, hogy sok játékos ambiciózusabb VR játékot szeretne, és elkezdte feltárni egy nagy VR játék fejlesztését. Számos prototípust fejlesztettek ki, 2017-ig további három VR-projektet fejlesztettek ki. Megállapítva, hogy a Portal rejtvénysorozatuk portálrendszerei dezorientáltak a VR-ban, rátértek a Half-Life-ra. Walker elmondta, hogy a Half-Life 3 "félelmetesen ijesztő kilátás" volt, és a csapat úgy látta, hogy a VR visszatér a sorozatba. 

## Fejlődése/Fejlesztése
2016 februárjában kezdődött a Half-Life: Alyx fejlesztése, és abban az évben később teljes fejlesztésbe kezdett. A mintegy 80 emberből álló csapat a legnagyobb volt a Valve történetében, és ide tartozott a 2018-ban megszerzett Campo Santo stúdió is. A Valve Source 2 motorja a VR és az együttműködő szintű szerkesztés jobb támogatását tartalmazza, és a Valve egy új Hammer szintű szerkesztő kiadását tervezi a Source 2 számára. A Valve egy későbbi részleges Source 2 szoftverfejlesztő készletet (SDK) is tervez kiadni a frissített szolgáltatásokhoz.
A Valve prototípusokat épített fel a Half-Life 2 eszközök felhasználására, és szűkítette a játékrendszert azokra, amelyekre a VR-t a legjobban illették. Ezen prototípusok egyike a The Lab laboratóriumában minijáték lett. Megállapították, hogy a Half-Life rendszerek "meglepően természetes illeszkedésűek" a VR számára, de a VR a tervezése szinte minden aspektusát érintette; például a VR-ben történő fényképezés, amely megköveteli, hogy a játékos fizikailag elhelyezze a kezét az űrben, más élmény, mint a hagyományos egér- és billentyűzetvezérlőkkel történő célzás. Walker szerint: "Ez mind a mechanika tervezésének, a szinttervezésnek, az ütemezésnek és még olyan dolgoknak is kiemelkedik, mint a lőszerfelvételek gyakorisága és a harci hangolás."  A feszítővas, a Half-Life korábbi játékainak ikonikus fegyvere, kimaradt, mivel a Valve nem tudta a közelharcot működtetni a VR-ban, és mivel a játékosok véletlenül elkapják a játék világának tárgyait, miközben mozognak, ami zavart okoz. Ezenkívül a játékosok a feszítővasat társították Gordon Freemanhez, a korábbi játékok főszereplőjéhez; Valve más identitást akart teremteni Alyx számára, "hackerként és bütykösként" ábrázolva. 
A játékos mozgásának lehetőségeinek mérlegelésekor a Valve inspirációt merített a VR Budget Budget Cuts játékból, amely teleportálással mozgatta a lejátszót a helyek között. Megállapították, hogy miközben más játékosok teleportálódni látszanak, a játékosok gyorsan megszokták; Walker szerint: "Ez elméje hátterére vonul, és sokkal inkább arra koncentrál, hogy mit csinál vele." A Valve nem fejlesztette ki az Alyx nem VR verzióját, mivel abban bíztak, hogy a játékosok is úgy érzik, hogy ez csak a VR-ben lehetséges. Walker arra számított, hogy a rajongók módosítani fogják, hogy VR-berendezések nélkül működjön, és úgy vélte, hogy ez alacsonyabb szintű élményt nyújt, amely egyértelműen megmutatja, miért fejlődtek a VR-ban.
Az írók között szerepel Jay Pinkerton, Sean Vanaman és Wolpaw (akik vállalkozóként csatlakoztak a Valve-hoz). Laidlaw, aki az eredeti Half-Life játékok társszerzője, konzultációt nyújtott. Mike Morasky, a Portal 2 és a Team Fortress 2 zeneszerzője, Kelly Bailey-vel, az előző Half-Life játékok zeneszerzőjével konzultálva komponálta az Alyxet. Merle Dandridge megismételte Alyx szerepét a kezdeti fejlesztés során, de Ozioma Akagha váltotta, mivel Valve fiatalabb hangot akart. Ez a változás elég későn történt a fejlődés során, hogy Dandridge hangja még mindig jelen legyen a játék pótkocsijának részein. Míg a korábbi játékok néma főszereplőket használtak, Valve úgy találta, hogy az Alyx beszéde javította a történetmesélést. További szereplők: James Moses Black, mint Eli, aki a 2017-ben elhunyt Robert Guillaume helyébe lép, és Rhys Darby. A visszatérő színészek között van Tony Todd (Vortigauntok), Mike Shapiro (G-Man) és Ellen McLain (Combine adások). Cissy Jones (Olga) és Rich Sommer (Larry, Russell drónja és Combine katonái).
A csapat tagjai hangsúlyozták, hogy az Alyx "teljes értékű belépés a Half-Life sorozatba" mind tartalmát, mind elbeszélését tekintve. A Valve tervezők, Greg Coomer és Jason Mitchell horrorjáték-elemeket említettek, összehasonlítva az Alyx félelmét, feszültségét, ingerlését és harcát olyan horrorfilmekkel és játékokkal, mint a Resident Evil 4. 
Hat hónappal a 2019 közepére tervezett bevezetés előtt a Valve belső játéktesztet szervezett a vállalat összes alkalmazottjának. Bár a játékmenet és a tervezés dicséretet kapott, a történetet, amelyet akkor Rob Yescombe írta, hangosan kritizálták. Ennek kijavítására a játék elmaradt, és Wolpaw írócsapata, akik kifejezetten a Valve-hez csatlakoztak hogy a sztorit kijavítsák, Vanaman és Pinkerton kihívást kaptak arra, hogy teljesen megváltoztassák a játék történetét az alapvető játékmenet megőrzése mellett. A játék történetének alapvető keretrendszere mindig magában foglalta az Alyx útját a 17-es városban, hogy kiadja G-Mant, de a vége az írókra maradt. Az a döntés, hogy a játékot időugrással zárják le, abból adódott, hogy két problémát kellett megoldaniuk: hogyan lehet tétet adni egy előzménynek, amelyben olyan bevált karakterek szerepelnek, akiknek sorsa már ismert volt a játékos számára; és mit adna egy olyan karakter, aki lényegében isten (G-Man) és a felszabadító (Alyx). Az írók és későbbi munkatársaik eleinte vonakodtak folytatni ezt a befejezést, mivel többé-kevésbé visszavonták a Második részt csaknem 13 éves feszült végével. De amikor jobban belegondoltak, érdekesnek találták magukat a játék világával kapcsolatban felvetett kérdések és arról, hogy ez hogyan tolja előre a Half-Life egész történetét.

## Promóciók és kiadások
A Valve 2019 novemberében jelentette be a Half-Life: Alyxet. Ingyenesvé tették a Valve Index-et a VR tulajdonosainak. A játék népszerűsítése érdekében a Half-Life sorozat összes korábbi játékát ingyen lehetett játszani a Steamen 2020 januárjától 2020 március 23-i megjelenéséig. Amikor a jövőbeli Half-Life játékok terveiről kérdezték, David Speyrer tervező elmondta, hogy a csapat készséges, de várja Alyx reakciójait. Walker szerint "Abszolút úgy látjuk, hogy a Half-Life: Alyx visszatér ebbe a világba, nem pedig a végébe.". Valve 2020. május 15-én kiadott egy Linux verziót, a Vulkan támogatásával mindkét platformon. [Half-Life: Alyx]

## Eladások
A Half-Life: Alyx első megjelenési napján összesen 43 000 játékos játszott. A "Niko Partners" elemzője, Daniel Ahmad szerint ez a VR szabványok szerint sikeres indítás volt, amely megfelelt a "Beat Saber" párhuzamos felhasználóinak. Ahmad azonban megjegyezte, hogy egyértelmű volt, hogy  "A számokat visszatartják a VR követelmény miatt.".

## Fordítás
- Ez a szócikk részben vagy egészben  a   Half-Life: Alyx című angol Wikipédia-szócikk ezen változatának fordításán alapul.  Az eredeti cikk szerkesztőit annak laptörténete sorolja fel. Ez a jelzés csupán a megfogalmazás eredetét és a szerzői jogokat jelzi, nem szolgál a cikkben szereplő információk forrásmegjelöléseként.